# Microstylum barbarossa
Microstylum barbarossa là một loài ruồi trong họ Asilidae. Microstylum barbarossa được Wiedemann miêu tả năm 1828. Loài này phân bố ở vùng nhiệt đới châu Phi.